# Institut für soziale Gegenwartsfragen
Das Institut für soziale Gegenwartsfragen Freiburg ist eine interdisziplinäre Forschungs- und Vermittlungseinrichtung auf sozialwissenschaftlichem Gebiet in der Rechtsform eines gemeinnützigen Vereins. Es hat Forschungsstellen in Freiburg, Bremen und Berlin. Vorstandsmitglieder sind Christian Matthiessen und Ulrike von Wiesenau (Stand Dezember 2016).

## Geschichte
Das Institut wurde am 23. Februar 1963 in West-Berlin gegründet. Zu den Gründungsmitgliedern gehörten
Hans-Georg Schweppenhäuser, Alfred Rexroth, Robert Jungk und Herbert F. Hillringhaus. Der Verein will die sozialen Fragen konkret wissenschaftlich verhandeln und im Gespräch mit Institutionen, Wissenschaftlern und
Schriftstellern zu einer fundierten Erfassung der sozialen Problematik vordringen. Seit der Gründung bis zu seinem Tode im Jahr 1983 leitete Hans-Georg Schweppenhäuser den Verein.

## Forschungsschwerpunkte
Seit 1977 erscheint im Verein die sozialwissenschaftliche Korrespondenz Bausteine für eine soziale Zukunft. Nach Schweppenhäusers Tod 1983 setzen Christian Matthiessen und Manfred Kannenberg die Korrespondenz als Zeitschrift für theoretische Ökonomie und soziale Frage fort. Zugleich werden   Seminare und Symposien durchgeführt. In einer Kooperation mit der Universität Witten-Herdecke ist die Gesundheitsökonomie als ein weiterer Forschungsschwerpunkt hinzugekommen.
1990 hat Christian Matthiessen in Freiburg in einer Zusammenarbeit mit dem Südwestrundfunk die Freiburger Kulturgespräche im Marienbad als eine Reihe transdisziplinärer Symposien zu Fragen der Ökonomie, Philosophie und Kunst gegründet. In Zusammenarbeit mit dem Theater Freiburg wurden seit 1997  die Vortragsreihen Denker auf der Bühne und Capitalism Now veranstaltet. In direkter Folge wurde daraus imKunstraum Wien 1995 in Kooperation mit Markus Brüderlin die Installation Art & Language & Luhmann eingerichtet. Die Teilnehmer waren Art & Language, Niklas Luhmann, Peter Weibel, Catherine David. Im Zentrum für Kunst und Medientechnologie Karlsruhe (ZKM) kuratierte Christian Matthiessen und Anne Schreiber für das Institut für soziale Gegenwartsfragen 2014 das Symposium Die Beobachtung Gottes – Konstruktionen und Konsequenzen des Monotheismus. Zu den Teilnehmern zählten Peter Sloterdijk, Sigrid Weigel, Bazon Brock, Dirk Baecker und Christina von Braun sowie Norbert Bolz. In diesem Zusammenhang entstand unter Regie von Christian Matthiessen der Theorie-Film L'Occhio di Dio mit Bazon Brock, Jonathan Meese und Martin Horn.
Die Forschungsstelle Bremen wandte sich unter Helmut Woll speziell der Frage zu: Gibt es den richtigen Umgang mit den Dingen? Das Thema wird in Form von Aufsätzen, Vorträgen und Ausarbeitungen über Ivan Illich, Botho Strauss, Leopold Kohr, Heinrich Rombach und Michael Beleites präsentiert.
In der Forschungsstelle Berlin befasst sich Manfred Kannenberg-Rentschler mit der Aufarbeitung, Aktualisierung und Digitalisierung des textlichen Nachlasses von Hans-Georg Schweppenhäuser. Ein weiterer Schwerpunkt ist die Ausarbeitung der Schenkungsökonomie. Ulrike von Wiesenau erweitert mit ihrer publizistischen Tätigkeit die Institutsarbeit um die Themenfelder Direkte Demokratie und Schutz der Daseinsvorsorge. Die Autorin bringt die Erfahrungen ihrer organisatorischen und inhaltlichen Arbeit auch beim
Berliner Wassertisch und bei Gemeingut in BürgerInnenhand (GiB) e.V. ein.

## Veröffentlichungen
- Institut für soziale Gegenwartsfragen, Kunstraum Wien (Hrsg.): Art & Language & Luhmann. Passagen Verlag, Wien 1997, ISBN 978-3-85165-272-7.
- Manfred Kannenberg-Rentschler: Die Dreigliederung des Geldes und das freie Geistesleben. Ein Beitrag zur internationalen Schuldenkrise. Verlag am Goetheanum, Dornach 1988, ISBN 978-3-7235-0489-5.
- Christian Matthiessen: On Tour mit Art & Language und Niklas Luhmann. Kadmos, Berlin 2012, ISBN 978-3-86599-141-6.
- Ulrike von Wiesenau: Vertrauen durch Beteiligung und Transparenz.  Die Demokratie-Vision des Berliner Wasser-Volksentscheids. In: Rolf Kreibich, Fritz Lietsch (Hrsg.): Zukunft gewinnen. ALTOP, München 2015, ISBN 978-3-925646-65-2, S. 98–104[3]
- Helmut Woll: Menschenbilder in der Ökonomie. Oldenbourg, München 1994, ISBN 3-486-23056-5.
- Helmut Woll: Kontroversen der Ordnungspolitik. Oldenbourg, München 1999, ISBN 3-486-25159-7.